# 石野理子
石野 理子（いしの りこ、2000年10月29日 - ）は、日本の歌手、元アイドル。ソロ歌手及びロックバンド・Aoooのボーカルとして活動する。ガールズロックバンド・赤い公園の元ボーカル、アイドルグループ・アイドルネッサンスの元メンバー。広島県出身。SML Management所属。

## 略歴
アクターズスクール広島（ASH）20期生。今村美月（STU48）は同期。
2014年、アイドルネッサンスの結成メンバーに選ばれ、2018年2月の解散まで活動。当時は広島在住で、週末ごとに上京していた。
2016年9月22日にはMAZDA Zoom-Zoom スタジアム広島にて国歌独唱を行った。また、2017年にはサンフレッチェ広島マスコットキャラクター「サンチェ」のテーマソング「サンチェたいそう」の歌唱を担当した。
2018年5月4日、『VIVA LA ROCK 2018』（さいたまスーパーアリーナ）にて、赤い公園に加入。小出祐介（Base Ball Bear）が、石野を赤い公園の新ボーカリスト候補として津野米咲に紹介したことを、同年5月8日放送『アフター6ジャンクション』（TBSラジオ）で明かしている。
赤い公園のリーダー・津野米咲死去によりバンド継続を断念し、2021年5月28日に解散。
2022年5月、TikTokとInstagramを開設しソロ活動を開始。
2023年3月、立教大学を卒業。
2023年8月、自身（Vo）・すりぃ（G）・やまもとひかる（B）・ツミキ（Dr）の4人によるバンド、Aooo（アウー）を結成。
同年10月4日、YouTubeチャンネルを開設。
同年11月15日、ソロ活動第1弾となる「Bricolage」を配信リリース。

## 作品

### シングル
- Bricolage(2023年11月15日)

### DVDマガジン
- IDOL NEWSING vol.2（2016年5月31日、IDOL NEWSING）

### 楽曲参加
- サンチェたいそう（2017年、サンフレッチェ広島マスコットキャラクター「サンチェ」テーマソング）
- Misty Tone「ひとひら」（2023年、ドラマストリーム『ブラザー・トラップ』オープニングテーマ） - ゲストボーカルとして参加[14]。
- Misty Tone「ぬくもり」（2023年、ドラマストリーム『ブラザー・トラップ』挿入歌） - ゲストボーカルとして参加[14]。
- osage「夜煩い (feat.石野理子)」（デジタルシングル、2023年9月20日、MBSドラマ「君となら恋をしてみても」エンディングテーマ） - ゲストボーカルとして参加。
- Studio April「赤春花」（2025年、「FM802×三井ショッピングパーク ららぽーと ACCESS!」キャンペーンソング） - ゲストボーカルとして参加[15]。

## 出演

### テレビ
- デザインあ「もじうご」（2020年6月19日 - 、NHK Eテレ） - コーナー・ナレーション
- スイートモラトリアム 第4話 - 第6話（2023年6月13日・20日・27日、TBS） - 吉崎 役
- パリピ孔明 第2話 - 最終話（2023年10月4日 - 11月29日、フジテレビ） - 孔明の密偵・メガネ女子 役

### ラジオ
- RadiPrism「アイドルネッサンス石野理子のリコイズム」（2017年4月4日 - 2018年3月27日、中国放送）
- GRAND MARQUEE（J-WAVE、2023年12月7日）[16]

### 映画
- マイ・フレンドシップ・キルト（2015年） - 小林美咲 役
- ファーストアルバム（2017年） - 桜木樹 役
- パリピ孔明 THE MOVIE（2025年） - メガネ女子 役[17]

### ミュージックビデオ
- オリー・マーズ「ルック・アット・ザ・スカイ」（2015年）
- さよならポニーテール「夏の魔法 feat.曽我部恵一+ザ・なつやすみバンド」（2015年）
- Broken Kangaroo「Muse」（2024年）
- ゆっきゅん「次行かない次」（2024年）
- osage「and goodbye」（2024年）

### CM
- キユーピー すりおろしオニオンドレッシング「メインディッシュ」篇（2020年8月 - ） - ナレーション